# フレスト
フレスト (FREST) は、京阪グループの株式会社京阪ザ・ストアが運営する食品スーパーを核としてテナントの専門店があるSSM（スーパー・スーパーマーケット）業態を主とする商業施設である。

## 概要
店名の由来は「FRESH（新鮮）」と「REST（安心）」の組み合わせである。店名の末尾にある「EST（最上級）」を目指し、『アップグレードで高感度な商空間を地域のお客様に提供する』ことを理念としている。契約農家による野菜・果物、産地直送の精肉や鮮魚、できたての惣菜など、京阪グループの京阪百貨店との連携により食品スーパーながら百貨店の食料品売り場と同等の食材も販売しており、周辺の競合店との差別化をしている。
当初は、SSM（スーパースーパーマーケット）業態のみの展開であったが、2007年には食品スーパーのみの店舗、2014年3月にはミニスーパーマーケット業態の「フレストプチ」をオープンしている。食品スーパーのみの店舗は2013年には一旦消滅したが、2017年の長尾店のオープンで復活している。かつては、ロゴの「FREST」の文字は、SSM店舗では緑色、食品スーパーのみの店舗では赤色と区別されていた。
2008年11月からは、中京・北陸エリアを中心にスーパーマーケットなどを展開しているバローが開発しているプライベートブランド（PB）「V select」の商品を自店舗のPB商品として導入し、低価格商品のニーズへの対応を進めた。なお、2012年7月に京阪ザ・ストアが オール日本スーパーマーケット協会（AJS）に新規入会したことに伴い、取り扱われるPB商品は「生活良好」に変更された。

## 歴史
- 1999年5月28日　松井山手店（1号店）がオープン
- 2000年4月3日　株式会社京阪ザ・ストアが設立（京阪電気鉄道株式会社から流通部門が分社、松井山手店の運営を移管）
- 2000年11月22日　香里園店（2号店）がオープン
- 2003年3月26日　寝屋川店（3号店）がオープン
- 2006年11月24日　松井山手店が増床リニューアルオープン
- 2015年10月28日　天満橋店がオープン（DELISTAから転換）[1]
- 2017年3月24日　長尾店がオープン[2]
- 2021年12月31日　香里園店を一時閉店[3]
- 2022年2月1日　香里園店を移転・再オープン[4]
- 2023年6月30日　香里園店を再び一時閉店[5]
- 2023年12月4日　香里園店を再び移転・再オープン[6]

## 店舗
店舗詳細については店舗一覧を参照。
- 松井山手店　業態：SSM（スーパースーパーマーケット）
- 香里園店　業態：SSM（スーパースーパーマーケット）→ミニスーパーマーケット[7]
- 寝屋川店　業態：SSM（スーパースーパーマーケット）
- 天満橋店　業態：SSM（スーパースーパーマーケット）
- 長尾店　業態：食品スーパー

### かつてあった店舗
- 大和田店（2010年10月22日閉店）[8]
- 駒川店[9]（2013年6月30日閉店）[10]
- フレストプチくずは店（2022月10月28日閉店）[11]